# تخم‌مرغ برجی
املت برجی یک نوع غذای محلی معروف هندی است گرچه ریشه اصلی این غذا از ایران است ولی. اغلب با تخم‌مرغ گوجه ایرانی اشتباه گرفته می‌شود. تفاوت در آماده آن سازی است که به اینگونه یکی از چاشنی اصلی غذا علاوه بر ادویه، پیاز و نحوهٔ نوع پخت آن تفاوت دارد. و با نان محلی مخصوص در بمبئی هم بیشتر اوقات سرو می‌شود.

## تغییرات دستور غذایی
- Paneer ممکن است به جای تخم مرغ هم جایگزین شود (گاهی).
- گوجه فرنگی‌ها را می‌توان به تخم مرغ به صورت مخلوط و سپس آنها را در ظرف قرار داد.
- سیب زمینی پخته شده به مکعب‌های کوچک اضافه می‌شود تا ظرف را بیشتر پر کنید.
- نخود فرنگی، هویج، کلم بروکلی و سایر سبزیجات مشابه می‌تواند به ظرف اضافه شود، طعم و مزه غذا و ارزش غذایی آن را بهبود می‌بخشد.